# Gîrbova
Gîrbova è un comune della Moldavia situato nel distretto di Ocnița di 1.398 abitanti al censimento del 2004